# 烟肉三明治
烟肉三明治（英語：bacon sandwich，英国和新西兰称培根巴蒂（bacon butty），或培根薩莉（bacon sarnie），爱尔兰称为熏肉三明治（rasher sandwich），澳大利亚和苏格兰称为培根桑格（bacon sanger）），是一种包含熟培根的三明治，通常会加入黄油，以番茄醬或棕醬调味，一般为热食。培根生菜番茄三明治是一个受欢迎的烟肉三明治变种，加入了生菜和番茄，但不同的是，这种三明治是冷的。
在英国，烟肉三明治是一种受欢迎的食物。英國民意調查显示它是英國人民的首選。有人覺得烟肉三明治可治疗宿醉。在加拿大多伦多，通常以凱撒麵包做的皮美尔烟肉三明治是一种流行的三明治。